# Atletica leggera ai Giochi della X Olimpiade - 100 metri piani femminili

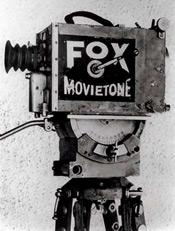
Video della Finale (la gara è mostrata dal minuto 1'48" al minuto 2'05")

La competizione dei 100 metri piani femminili di atletica leggera ai Giochi della X Olimpiade si tenne i giorni 1º e 2 agosto 1932 al Memorial Coliseum di Los Angeles.

## L'eccellenza mondiale
| Record olimpico: 1928              | 12”2 | Betty Robinson         | Infortunata |
| Vincitrice dei III Giochi mondiali | 12”5 | Stanisława Walasiewicz | Presente    |
| Record mondiale: 5 giugno 1932     | 11”9 | Tollien Schuurman      | Presente    |
| Vincitrice delle selezioni USA     | 12”3 | Ethel Harrington       | Presente    |

La campionessa in carica Betty Robinson, è reduce da un grave incidente aereo da cui è uscita viva per miracolo. Per i postumi dell'incidente non riesce più a flettere il ginocchio sinistro, ciò le impedisce di sedersi sui blocchi di partenza correttamente. La rivedremo in staffetta a Berlino 1936.

## La gara
In batteria Stanisława Walasiewicz eguaglia il fresco record del mondo dell'olandese Tollien Schuurman: 11"9. La Schuurman vince la sua serie in 12"2.
In semifinale la polacca si ripete in 11"9, questa volta con 3 metri di vento a favore. Nell'altra semifinale, vinta dalla canadese Hilda Strike in 12"4, viene clamorosamente eliminata Tollien Schuurman, che giunge solo quarta.
In finale le atlete si schierano come segue: l'americana Von Bremen è nella corsia interna; Hilda Strike è al centro e Stanisława Walasiewicz è all'esterno. Al via scatta davanti a tutte la Strike, davanti alla Von Bremen e alla Walasiewicz. A metà corsa la canadese ha ancora un metro e mezzo di vantaggio ed apparentemente taglia per prima il traguardo (come mostrano le immagini). Sul filo di lana è raggiunta dalla Walasiewicz. Le due atlete hanno segnato lo stesso tempo; la giuria assegna la vittoria alla polacca.

## Risultati

### Turni eliminatori
| 4 Batterie   | 1º agosto | 20 partenti   | Si qualificano le prime 3. |
| 2 Semifinali | 1º agosto | 6 + 6         | Si qualificano le prime 3. |
| Finale       | 2 agosto  | 6 concorrenti |                            |

### Batterie
| Pos. | Concorrente           | Nazione       | Tempo  |
| ---- | --------------------- | ------------- | ------ |
| 1    | Marie Dollinger       | Germania      | 12"2 = |
| 2    | Wilhelmina von Bremen | Stati Uniti   | 12"3   |
| 3    | Hilda Strike          | Canada        | 12"3   |
| 4    | Gwen Porter           | Gran Bretagna | 12"4   |
| 5    | Marjorie Clark        | Sudafrica     | 12"5   |

| Pos. | Concorrente            | Nazione     | Tempo  |
| ---- | ---------------------- | ----------- | ------ |
| 1    | Stanisława Walasiewicz | Polonia     | 11"9 = |
| 2    | Mary Frizzell          | Canada      | 12"1   |
| 3    | Sumiko Watanabe        | Giappone    | 12"2   |
| 4    | Bep du Mée             | Paesi Bassi | 12"3   |

| Pos. | Concorrente       | Nazione       | Tempo |
| ---- | ----------------- | ------------- | ----- |
| 1    | Tollien Schuurman | Paesi Bassi   | 12"2  |
| 2    | Mary Vandervliet  | Canada        | 12"3  |
| 3    | Eileen Hiscock    | Gran Bretagna | 12"3  |
| 4    | Eileen Wearne     | Australia     | 12"5  |
| 5    | Ethel Harrington  | Stati Uniti   | 12"7  |
| 6    | Taka Shibata      | Giappone      | 12"7  |

| Pos. | Concorrente     | Nazione       | Tempo |
| ---- | --------------- | ------------- | ----- |
| 1    | Elizabeth Wilde | Stati Uniti   | 12"4  |
| 2    | Cor Aalten      | Paesi Bassi   | 12"4  |
| 3    | Thelma Kench    | Nuova Zelanda | 12"4  |
| 4    | Asa Dogura      | Giappone      | 12"9  |
| 5    | Ethel Johnson   | Gran Bretagna | 13"9  |

### Semifinali
| Pos. | Concorrente       | Nazione       | Tempo |
| ---- | ----------------- | ------------- | ----- |
| 1    | Hilda Strike      | Canada        | 12"4  |
| 2    | Elizabeth Wilde   | Stati Uniti   | 12"4  |
| 3    | Marie Dollinger   | Germania      | 12"4  |
| 4    | Tollien Schuurman | Paesi Bassi   | 12"4  |
| 5    | Sumiko Watanabe   | Giappone      |       |
| 6    | Thelma Kench      | Nuova Zelanda |       |

| Pos. | Concorrente            | Nazione       | Tempo  |
| ---- | ---------------------- | ------------- | ------ |
| 1    | Stanisława Walasiewicz | Polonia       | 11"9 = |
| 2    | Wilhelmina von Bremen  | Stati Uniti   | 12"1   |
| 3    | Eileen Hiscock         | Gran Bretagna | 12"3   |
| 4    | Mary Vandervliet       | Canada        | 12"3   |
| 5    | Mary Frizzell          | Canada        | 12"3   |
| 6    | Cor Aalten             | Paesi Bassi   | 12"4   |

### Finale
| Pos.    | Corsia | Concorrente            | Età | Nazione       | Tempo  |
| ------- | ------ | ---------------------- | --- | ------------- | ------ |
| Oro     | 5      | Stanisława Walasiewicz | 21  | Polonia       | 11"9 = |
| Argento | 3      | Hilda Strike           | 21  | Canada        | 11"9   |
| Bronzo  | 1      | Wilhelmina von Bremen  | 22  | Stati Uniti   | 12"0   |
| 4       | 4      | Marie Dollinger        | 21  | Germania      | 12"2   |
| 5       | 6      | Eileen Hiscock         | 22  | Gran Bretagna | 12"3   |
| 6       | 2      | Elizabeth Wilde        | 18  | Stati Uniti   | 12,3   |

Prima e seconda vengono accreditate dello stesso tempo: 11"9, record del mondo eguagliato. Il primato viene attribuito alla sola atleta vincitrice.

Dei tre record del mondo stabiliti dalla Walasiewicz a Los Angeles, verrà omologato soltanto il primo.